# ریدینگ (مینه‌سوتا)
ریدینگ (به انگلیسی: Reading) یک منطقهٔ مسکونی در ایالات متحده آمریکا است که در شهرستان نوبلز، مینه‌سوتا واقع شده‌است. ریدینگ ۵۱۹٫۰۸ متر بالاتر از سطح دریا واقع شده‌است.